# Троянди Геліогабала
Троянди Геліогабала  — картина британо-нідерландського художника Лоуренса Альма-Тадеми, написана у 1888. Перебуває у приватному зібранні іспано-мексиканського міліардера та колекціонера Juan Antonio Pérez Simón.

## Тема
Картина має розміри 132.7 на 214.4 сантиметрів (52.2 на 84.4 дюйми). На ній зображено групу римлян під час бенкету, осипаних бутонами та пелюстками троянд, падаючих з підробного даху, що над ними. Римський імператор Геліогабал, одягнений у золоту накидку та тіару, розкинувся на платформі за ними і дивиться на видовище із іншими, прикрашеними вінками гостями. Позаду них, поруч із мармуровим стовпом, на тибії грає жінка, вдягнена у леопардову шкіру вакханки; за нею знаходиться бронзова статуя Діоніса, базована на Ludovisi Dionysus, за якою відкривається краєвид на віддалені узвишшя.
Картина зображує (можливо, у оригінальному сенсі) епізод з життя римського імператора Геліогабала (204–222), взятий із Історії Августів. Хоча латиною зазначено "фіалки та інші квіти", Альма-Тадема зображує Геліогабала, який хоронить своїх нічого не підозрюючих гостей під бутонами троянд, падаючих з підробного даху. Оригінальне посилання виглядає таким чином:
[Oppressit in tricliniis versatilibus parasitos suos violis et floribus, sic ut animam aliqui efflaverint, cum erepere ad summum non possent.] Помилка: [undefined] Помилка: {{Lang}}: немає тексту (допомога): текст вже має курсивний шрифт (допомога)

In a banqueting-room with a reversible ceiling he once buried his guests in violets and other flowers, so that some were actually smothered to death, being unable to crawl out to the top.
"У бенкетній залі із оборотним дахом він одним часом засипав своїх гостей фіалками та іншими квітами, так що деякі з них дійсно померли від задухи, будучи неспроможними вибратися на поверхню."
У своїх нотуваннях до Історії Августів, Тейєр зазначає, що "Нерон також робив це (Suetonius, Nero, xxxi), та схожі дахи у помешканні Трімалхіону були описані Петронієм, Sat., lx." (Сатирикон).

## Історія
Картина була замовлена Sir John Aird, 1st Baronet за £4,000 у 1888. Так як сезон троянд у Сполученому Королівстві Великої Британії та Ірландії встиг закінчитися, Альма-Тадема отримував троянди із півдню Франції кожен тиждень протягом чотирьох місяців, за які картина була намальована.
Картина була виставлена під час літньої виставки Королівської Академії Мистецтв 1888 року. Aird помер у 1911, та картина була успадкована його сином, Sir John Richard Aird, 2nd Baronet. Після смерті Альма-Тадеми у 1912, картина була показана під час меморіальної виставки у Королівській Академії Мистецтв у 1913; це був останній випадок, коли вона була виставлена на публічній виставці у Великій Британії до 2014 року.[джерело?]
Репутація Альма-Тадеми помітно знизилася у декади після його смерті. Після смерті 2nd Baronet у 1934, картина була продана його сином, 3rd Baronet, у 1935 за 483 гінеї. Після невдалої спроби продати картину у Крістіз у 1960, вона була викуплена аукціоном за 100 гіней.[джерело?]
З часом, картина була здобута Allen Funt: він був виробником Candid Camera та колектором творів Альма-Тадеми у часи, коли митець все ще залишався поза трендами. Після того, як Funt потрапив у фінансові труднощі, він продав картину разом із усією своєю колекцією у Сотбі у Лондоні у листопаді 1973 року, досягнувши ціни у £28,000. Картина була продана знову американським колектором Frederick Koch у Крістіз у Лондоні у червні 1993 за £1,500,000.

## Виставки
- Картина була включена у виставку у Музеї мистецтва Метрополітен у Нью-Йорку у березні та квітні 1973 (у цей час власником картини залишався Allen Funt).[10]
- Картина є частиною приватної колекції, але була показана з 14 листопада до 29 березня 2014 року у Leighton House Museum у Лондоні як частина виставки "A Victorian Obsession: The Pérez Simón collection at Leighton House Museum", вперше з того часу, коли була проведена меморіальна виставка на честь Альма-Тадеми у Королівській академії мистецтв у 1913, що трималася у Лондоні.[11] Картина повернулася до Leighton House Museum з 7 липня по 29 жовтня 2017 року для виставки "Alma-Tadema: At Home in Antiquity."[12]
- Картина була частиною виставки картин Лоуренса Альма-Тадеми у Віденьському Бельведері у Австрії з 24 лютого по 18 червня 2017 року.[13]